# Zale fuliginosa
Zale fuliginosa är en fjärilsart som beskrevs av Walker 1857. Zale fuliginosa ingår i släktet Zale och familjen nattflyn. Inga underarter finns listade i Catalogue of Life.